# BTA-6
O BTA-6 ( em russo:  Большой Телескоп Альт-азимутальный ' Grande telescópio de altazimute ') é um telescópio óptico de abertura no Observatório Astrofísico Especial localizado no distrito de Zelenchuksky de Karachay-Cherkessia, no lado norte das montanhas do Cáucaso, no sul da Rússia.
O BTA-6 alcançou a primeira luz no final de 1975, tornando-se o maior telescópio do mundo até 1990, quando foi superado pelo parcialmente construído Keck 1. Ele foi pioneiro na técnica, agora padrão em grandes telescópios astronômicos, de usar uma montagem de altazimute com um derotador controlado por computador.
Por várias razões, o BTA-6 nunca foi capaz de operar perto de seus limites teóricos. Os primeiros problemas com vidro de espelho mal fabricado foram resolvidos em 1978, melhorando, mas não eliminando o problema mais sério. Mas devido à sua localização a favor do vento de numerosos picos de montanhas grandes, a visão astronômica raramente é boa. O telescópio também sofre de sérios problemas de expansão térmica devido à grande massa térmica do espelho e da cúpula como um todo, que é muito maior do que o necessário. Atualizações ocorreram ao longo da história do sistema e estão em andamento até hoje.

## História

### Problemas
A primeira tentativa de fabricar o espelho primário foi feita pela Lytkarino Optical Glass Plant, perto de Moscou. Eles recoziram o vidro muito rapidamente, causando rachaduras e bolhas, tornando o espelho inútil. Uma segunda tentativa se saiu melhor e foi instalada em 1975. As primeiras imagens do BTA foram obtidas na noite de 28/29 de dezembro de 1975. Após um período de adaptação, o BTA foi declarado totalmente operacional em janeiro de 1977.
No entanto, ficou claro que o segundo espelho era apenas marginalmente melhor que o primeiro e continha grandes imperfeições. As equipes começaram a bloquear partes do espelho usando grandes pedaços de pano preto para cobrir as áreas mais ásperas. De acordo com Ioannisiani, o primário direcionou apenas 61% da luz incidente para um círculo de 0,5 segundo de arco e 91% para um com o dobro do diâmetro.

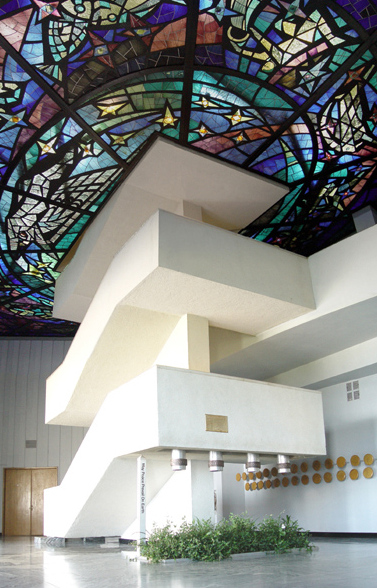
Dentro do observatório principal

Quase imediatamente após sua inauguração, surgiram rumores no Ocidente de que algo estava seriamente errado com o telescópio. Não demorou muito para que muitos o descartassem como um elefante branco, tanto que foi até discutido no livro de James Oberg, de 1988 , Uncovering Soviet Disasters.
Um terceiro espelho, com figura melhorada e sem rachaduras, foi instalado em 1978. Embora isso tenha melhorado os principais problemas, vários problemas não relacionados continuaram a degradar seriamente o desempenho geral do telescópio. Em particular, o local está a favor do vento de vários outros picos no Cáucaso, de modo que a visão astronômica do local raramente é melhor do que a resolução de um segundo de arco, e qualquer coisa abaixo de 2 segundos de arco é considerada boa. Em comparação, a maioria dos principais sites astronômicos vê em média menos de um segundo de arco. Sob condições favoráveis, a largura do disco de visão ( FWHM ) é ≈1 segundo de arco para 20% das noites de observação. O clima é outro fator significativo; em média, a observação ocorre em menos da metade das noites ao longo do ano.
Talvez o problema mais irritante seja a enorme massa térmica do espelho primário, o telescópio como um todo e a enorme cúpula. Os efeitos térmicos são tão significativos no primário que ele pode tolerar apenas 2 °C por dia e ainda manter um valor utilizável. Se as temperaturas do ar primário e externo diferirem em até 10 graus, as observações tornam-se impossíveis. O grande tamanho da própria cúpula significa que existem gradientes térmicos dentro dela que agravam esses problemas. A refrigeração dentro da cúpula compensa alguns desses problemas.
Hoje, as técnicas de interferometria speckle permitem a resolução limitada por difração de 0,02 segundos de arco de objetos de magnitude 15 em boas condições de visão (interferômetro de speckle baseado em EMCCD – câmera PhotonMAX-512B – em uso ativo desde 2007). "Em contraste com a óptica adaptativa, que é eficaz hoje principalmente no infravermelho, a interferometria speckle pode ser usada para observações nas bandas visíveis e próximas do UV. Além disso, a interferometria speckle é realizável em condições atmosféricas ruins, enquanto a óptica adaptativa sempre precisa da melhor visão".

### Melhorias
Os astrônomos do SAO planejaram resolver um dos principais problemas com um novo espelho feito de vitrocerâmica Sitall de expansão ultrabaixa, mas essa atualização não foi registrada como tendo ocorrido. Com um espelho primário Sitall seria possível reduzir a espessura de 65 para 40 cm, reduzindo a inércia térmica.
Em 2007, o espelho operacional, o terceiro a ser produzido, estava fortemente corroído pelo uso de ácido nítrico para neutralizar os solventes à base de álcalis usados para limpar o vidro antes de aplicar uma nova camada de alumínio refletivo. Foi necessária uma grande revisão para reafiar o espelho, mas isso teria cortado o cronograma de observação lotado. Em vez disso, o segundo espelho, abandonado devido a imperfeições, mas guardado o tempo todo, foi devolvido a Lytkarino para reforma. Em 2012 uma fresadora removeu 8 mm de vidro da superfície superior, tirando com isso todas as imperfeições óticas. O trabalho deveria ser concluído em 2013, mas foi adiado devido à falta de financiamento. O espelho foi finalmente concluído em novembro de 2017 e a substituição do espelho ocorreu em maio de 2018.

## Comparação
| #  | Nome / </br> observatório                                | Imagem | Abertura                  | M1 </br> área | Altitude                | Primeiro </br> luz | advogado especial  |
| -- | -------------------------------------------------------- | ------ | ------------------------- | ------------- | ----------------------- | ------------------ | ------------------ |
| 1. | BTA-6 (Special Astrophysical Obs)                        | </img> | 238 polegada </br> 605 cm | 28 m 2        | 2 070 metros (6 800 pé) | 1975               | Mstislav Keldysh   |
| 2. | Telescópio Hale </br> ( Palomar Observatory )            | </img> | 200 polegada </br> 508 cm | 20 m 2        | 1 713 metros (5 600 pé) | 1949               | George Ellery Hale |
| 3. | Telescópio Mayall (Kitt Peak National Obs.)              | </img> | 158 polegada </br> 401 cm | 13 m 2        | 2 120 metros (7 000 pé) | 1973               | Nicholas Mayall    |
| 4. | Telescópio Víctor M. Blanco (CTIO Observatory)           | </img> | 158 polegada </br> 401 cm | 13 m 2        | 2 200 metros (7 200 pé) | 1976               | Nicholas Mayall    |
| 5. | telescópio anglo-australiano (Siding Spring Observatory) | </img> | 153 polegada </br> 389 cm | 12 m 2        | 1 742 metros (5 700 pé) | 1974               | Príncipe Charles   |
| 6. | Telescópio ESO de 3,6 metros (La Silla Observatory)      | </img> | 140 polegada </br> 357 cm | 10 m 2        | 2 400 metros (7 900 pé) | 1976               | Adrian Blaauw      |
| 7. | Telescópio Shane (Lick Observatory)                      | </img> | 120 polegada </br> 305 cm | ~7 m 2        | 1 283 metros (4 200 pé) | 1959               | Nicholas Mayall    |